# Constant de dissociació
La constant de dissociació, Kd, és un tipus de constant d'equilibri corresponent a una reacció de dissociació. Com la resta de constants d'equilibri és una relació constant entre les concentracions o les pressions parcials de les substàncies que intervenen en una reacció química reversible en el moment que assoleixen l'equilibri químic, que només és funció de la temperatura.
Si un compost de fórmula AxBy se dissocia segons l'equació química
la constant de dissociació Kd s'expressa mitjançant la següent relació de concentracions (en mols per litre):
Sovint, la constant de dissociació també se formula per pKd sent
pKd = -log(Kd).

## Exemple: constant de dissociació de l'aigua
La constant de dissociació de l'aigua, expressada per Ke (Kw en anglès), és la constant de reacció associada a la reacció química d'autoprotolisis:
2H₂O = OH- + H₃O+
Els productes d'aquesta reacció són els ions oxoni i els hidroxils. En l'estat d'equilibri químic, i en el cas de dissolucions diluïdes, el Ke correspon al producte de les concentracions en ions, que en el cas de condicions normals de temperatura i pressió, compleixen la relació: 
Ke = [H₃O+]×[OH-] = 10-14
i
pKe = -log(Ke) = 14
Esta reacció de l'aigua ocorre de manera natural i espontània, de manera que en l'aigua a pressió atmosfèrica es troben tant molècules d'aigua com ions en una relació de concentracions d'acord amb la Ke específica a cada temperatura:
| Temperatura del H₂O | Kd*10-14 | pKd   |
| 0 °C                | 0.1      | 14.92 |
| 10 °C               | 0.3      | 14.52 |
| 18 °C               | 0.7      | 14.16 |
| 25 °C               | 1.2      | 13.92 |
| 30 °C               | 1.8      | 13.75 |
| 50 °C               | 8.0      | 13.10 |
| 60 °C               | 12.6     | 12.90 |
| 70 °C               | 21.2     | 12.67 |
| 80 °C               | 35       | 12.46 |
| 90 °C               | 53       | 12.28 |
| 100 °C              | 73       | 12.14 |

La constant Kw = Ke x concentració molar de l'aigua, per tant no se pot afirmar que Kw = Ke.